# Micheline Dax
Pour les articles homonymes, voir Dax (homonymie) et Etevenon.
Micheline Dax, nom de scène  de Micheline Josette Renée Etevenon, est une actrice et chanteuse française, née le 3 mars 1924 dans le 9e arrondissement de Paris et morte le 27 avril 2014 à Roinville-sous-Dourdan (Essonne).

## Biographie
Micheline Dax suit les cours de théâtre de René Simon et des cours de chant où elle se révèle être soprano. Elle débute au théâtre en 1946 avec la troupe des Branquignols créée par Robert Dhéry et Colette Brosset, dont elle fait partie trois saisons durant. C'est également avec eux qu'elle fait ses débuts au cinéma dans Branquignol (1949).
Elle monte par la suite un tour de chant et se produit dans différents cabarets parisiens où elle développe ses talents d'excellente « siffleuse ». Elle enregistre tout spécialement plusieurs disques microsillon démontrant son talent supplémentaire dans cet art, ainsi qu’un CD intitulé Les Plus Grands Airs sifflés en 1995.
Elle participe également à une tournée avec Charles Aznavour en première partie d'Édith Piaf. En 1967, elle enregistre le rôle principal de l'opérette La Veuve joyeuse de Franz Lehàr et joue le rôle de Metella dans La Vie parisienne de Jacques Offenbach avec la compagnie Renaud-Barrault.
À partir des années 1950, elle entame parallèlement une riche carrière dans le théâtre de boulevard. Elle est nommée deux fois aux Molières : en 1999 dans la catégorie Meilleure comédienne dans un second rôle pour Frédérick ou le Boulevard du crime et en 2004 dans la catégorie Meilleure comédienne pour Miss Daisy et son chauffeur.
Elle effectue ses premiers doublages au milieu des années 1960, notamment à la télévision où elle prête entre autres sa voix à la vache Azalée dans Le Manège enchanté (1964), Titus et Bérénice dans Titus le petit lion (1967), Paddington dans L'Ours Paddington (1976) et surtout de miss Piggy (et de la plupart des autres personnages féminins) dans le mythique Muppet Show (1977-1981) aux côtés de Roger Carel, Pierre Tornade, Francis Lax et Gérard Hernandez. Elle est la voix de Bianca Castafiore dans Tintin et le Lac aux requins (1972). Elle est également la voix de Cléopâtre dans les longs métrages tirés des aventures d'Astérix le Gaulois (not. Astérix et Cléopâtre et Les douze travaux d'Astérix) ou encore Ursula dans La Petite Sirène (1989).
Très populaire à la télévision dans les années 1970 et dans les années 1980, elle est une invitée régulière des émissions de jeux, notamment Les Jeux de 20 heures, L'Académie des neuf ou Le Francophonissime.
Elle devient une des reines du théâtre de boulevard durant les années 1990 et décide de finalement prendre sa retraite théâtrale en 2009. Elle apparait en 2011 dans le téléfilm en deux parties La Pire Semaine de ma vie ainsi que dans l'émission de France 3, Vendredi sur un plateau, consacrée au comédien Michel Galabru.
Commandeur dans l’ordre des Arts et des Lettres par arrêté du 22 décembre 2006, elle a également été faite chevalier de la Légion d'honneur par décret du 6 avril 2012.
Mariée dans les années 1960 au comédien Jacques Bodoin, elle est la mère de la comédienne et animatrice de télévision Véronique Bodoin. Son frère, Michel Etevenon, a créé la Route du Rhum. Son petit-fils Nicolas Moreau est artiste sous le pseudonyme Nicolas Dax.
Micheline Dax meurt le 27 avril 2014 à l'âge de 90 ans,,,,. Il n'y a pas d'obsèques religieuses, selon le souhait de la comédienne qui a fait don de son corps à la science.
Au début de l'année 2020, sa famille ainsi que celle du producteur animateur radio José Artur ayant également fait don de son corps à la science, portent plainte pour « atteinte à l’intégrité d’un cadavre », implicant un service de l'Université Paris-Descartes, débouchant sur le scandale du charnier de l'université Paris-Descartes.
Elle a été membre de l'Académie Alphonse-Allais.

## Théâtre
- 1946-1949 : membre de la troupe Les Branquignols
- 1948 : Les Branquignols de Robert Dhéry, paroles de Francis Blanche, musique de Gérard Calvi, premier spectacle au théâtre La Bruyère
- 1951 : Vache de mouche de Christian Duvaleix, avec Louis de Funès et Jean Carmet
- 1953-1954 : Le Diable à quatre de Louis Ducreux, mise en scène Michel de Ré, théâtre Montparnasse puis théâtre des Célestins
- 1954 : Souviens-toi mon amour d'André Birabeau, mise en scène Pierre Dux, théâtre Édouard VII
- 1956 : Le mari ne compte pas de Roger-Ferdinand, mise en scène Jacques Morel, théâtre Édouard VII
- 1957 : L'École des cocottes de Paul Armont et Marcel Gerbidon, mise en scène Jacques Charon, théâtre des Célestins
- 1959 : Champignol malgré lui de Georges Feydeau avec Jean Rochefort et Roger Carel
- 1959 : Blaise de Claude Magnier, mise en scène Jacques Mauclair, théâtre des Nouveautés
- 1960 : Les Assassins du bord de mer de Jean Guitton, mise en scène Robert Manuel, théâtre des Arts
- 1963 : À cor et à cri de Jean Baudard, mise en scène Daniel Crouet (repris en 1970 au théâtre des Capucines)
- 1965 : Quand épousez-vous ma femme ? de Jean Bernard-Luc et Jean-Pierre Conty, mise en scène Jean Le Poulain, théâtre du Vaudeville
- 1966 : Ange pur de Gaby Bruyère, mise en scène Francis Joffo, théâtre Édouard VII
- 1969 : Interdit au public de Jean Marsan, mise en scène Jean Le Poulain, théâtre des Célestins
- 1971 : Monsieur Pompadour de Françoise Dorin, musique Claude Bolling, mise en scène Jacques Charon, théâtre Mogador
- 1972 : Les Branquignols de Robert Dhéry, mise en scène de l'auteur, théâtre La Bruyère (reprise en 1975)
- 1974 : Le Petit-fils du Cheik de Robert Dhéry et Colette Brosset, mise en scène des auteurs, théâtre des Bouffes-Parisiens (reprise en 1977)
- 1984 : Le Don d'Adèle de Pierre Barillet et Jean-Pierre Grédy, mise en scène Jean-Paul Cisife
- 1985 -1986 : N'écoutez pas, mesdames ! de Sacha Guitry, mise en scène Pierre Mondy, théâtre des Variétés puis théâtre du Palais-Royal
- 1987 : Un beau salaud de Pierre Chesnot, mise en scène Jean-Luc Moreau, théâtre Fontaine
- 1988 : Quelle famille ! de Francis Joffo, mise en scène de l'auteur, théâtre Fontaine
- 1988 : Les Rustres de Carlo Goldoni, mise en scène Michel Galabru, festival « Printemps des comédiens » à Montpellier
- 1988 : Une clef pour deux de John Chapman et Dave Freeman, mise en scène Jean-Paul Cisife, théâtre de la Renaissance : Henriette
- 1989 : Nina d'André Roussin[Où ?]
- 1991 : N'écoutez pas, mesdames ! de Sacha Guitry, mise en scène Pierre Mondy, théâtre de la Madeleine
- 1993 : Atout Cœur de Maurice Germain, mise en scène Philippe Rondest, théâtre de la Madeleine
- 1995 : Gwendoline de Laurence Jyl, mise en scène François Guérin, théâtre des Nouveautés
- 1996 : La Comtesse Dracula, mise en scène Philippe Rondest
- 1998 : Frédérick ou le Boulevard du crime d’Éric-Emmanuel Schmitt, mise en scène Bernard Murat, théâtre Marigny
- 1999 : Le Sexe faible d'Édouard Bourdet, mise en scène Jean-Claude Brialy
- 2000 : Papa vient de tuer Gwendoline ! de Laurence Jyl, mise en scène, François Guérin
- 2001-2002 : La Soupière de Robert Lamoureux, mise en scène Francis Joffo, théâtre Comedia
- 2004 : Miss Daisy et son chauffeur d'Alfred Uhry, mise en scène Stephan Meldegg, théâtre Saint-Georges
- 2005 : Les Monologues du vagin d'Eve Ensler, mise en scène Isabelle Rattier, Petit Théâtre de Paris
- 2006-2007 : Arsenic et vieilles dentelles de Joseph Kesselring, mise en scène Thierry Harcourt, tournée et

Théâtre de la Tête d'Or.
- 2007 : Check-up de Serge Serout, mise en scène Daniel Colas, théâtre des Mathurins
- 2008-2009 : Les Monologues du vagin avec Maïmouna Gueye et Fiona Gélin (reprise)

## Filmographie

### Cinéma

#### Longs métrages
- 1949 : Branquignol de Robert Dhéry : la cousine Aurélie de la Molette
- 1952 : Femmes de Paris de Jean Boyer : La snob saoule
- 1953 : Rue de l'Estrapade de Jacques Becker : Denise
- 1955 : Villa sans souci de Maurice Labro
- 1955 : M'sieur la Caille d'André Pergament
- 1955 : Pas de souris dans le bizness d'Henri Lepage
- 1955 : Si Paris nous était conté de Sacha Guitry : Yvette Guilbert
- 1955 : Courte Tête de Norbert Carbonnaux : Lola d'Héricourt
- 1956 : Don Juan de John Berry : Doña Elvira
- 1956 : Le Septième Commandement de Raymond Bernard : la brune remplaçante
- 1956 : Printemps à Paris de Jean-Claude Roy
- 1957 : Miss Catastrophe de Dimitri Kirsanoff
- 1957 : L'Ami de la famille de Jacques Pinoteau : tante Zézette
- 1957 : Ce joli monde de Carlo Rim : Lulu
- 1958 : Sacrée Jeunesse de André Berthomieu
- 1958 : Mimi Pinson de Robert Darène : Mme Louise
- 1959 : Messieurs les ronds-de-cuir de Henri Diamant-Berger : Gaby
- 1960 : Le Pavé de Paris de Henri Decoin : la fille à la prison
- 1960 : La Française et l'Amour, sketch L'Enfance d'Henri Decoin : Lulu
- 1961 : À rebrousse-poil de Pierre Armand : Charlotte
- 1962 : C'est pas moi, c'est l'autre de Jean Boyer Paula
- 1964 : Les Mordus de Paris de Pierre Armand - film inédit
- 1965 : Paris vu par..., sketch Rue Saint-Denis de Jean-Daniel Pollet : La prostituée
- 1966 : À nous deux Paris ! de Jean-Jacques Vierne : Carmen
- 1966 : Tendre Voyou de Jean Becker : Marjorie
- 1967 : Le Grand Bidule de Raoul André : Lola
- 1969 : Ces messieurs de la gâchette de Raoul André : la directrice
- 1969 : La Honte de la famille de Richard Balducci : Célestine
- 1972 : L'Événement le plus important depuis que l'homme a marché sur la Lune de Jacques Demy : Mme Corfa
- 1973 : La Dernière Bourrée à Paris de Raoul André : La propriétaire de l'appartement
- 1974 : Le Pied de Pierre Unia : Chantal Moreau
- 1974 : Vos gueules, les mouettes ! de Robert Dhéry : Mme Le Marlec
- 1976 : Les Bidasses en cavale ou Le Grand Fanfaron de Philippe Clair : la colonelle
- 1976 : L'Acrobate de Jean-Daniel Pollet : Mme Lamour
- 1982 : En cas de guerre mondiale, je file à l'étranger de Jacques Ardouin
- 1989 : Pentimento de Tonie Marshall : Christiane
- 1991 : Les Clés du paradis de Philippe de Broca : Olga
- 1993 : La Joie de vivre de Roger Guillot : Muguette
- 1997 : Violetta, la reine de la moto de Guy Jacques : Rita
- 2005 : L'Ex-femme de ma vie de Josiane Balasko : Madame Belin
- 2009 : Bancs publics (Versailles Rive-Droite) de Bruno Podalydès : la voisine philosophe
- 2009 : La Femme invisible (d'après une histoire vraie) de Agathe Teyssier : Mémé

#### Courts métrages
- 1953 : Magazine de Paris de Claude Heymann
- 1982 : Végétaline, les frites sont plus légères de Créateurs Conseils Associés
- 1983 : Une nouvelle chaîne de Éric Bitoun

### Télévision

#### Téléfilms
- 1959 : Coquin de printemps : Jacqueline
- 1963 : Skaal : Cendrillon
- 1973 : Le Canari : récitante (voix)
- 1973 : Tout le monde peut s'appeler moi : la mère
- 1973 : Monsieur Pompadour : Mme Le Breton / Antoinette
- 1980 : Tartuffe ou l'Imposteur : Dorine
- 1986 : L'Amour à la lettre : Mireille Lapraz
- 1989 : Une clef pour deux : Henriette
- 1989 : Quelle famille! : Denise
- 1989 : Interdit au public : Gabrielle Tristan
- 1992 : Taxi Girl : la comtesse
- 1994 : Une nounou pas comme les autres d'Éric Civanyan : Christiane
- 1995 : Une nana pas comme les autres d'Éric Civanyan : Christiane
- 2002 : La Soupière : tante Violette
- 2011 : La Pire Semaine de ma vie de Frédéric Auburtin : Mamie Coville

#### Au théâtre ce soir
- 1972 : Mascarin de José-André Lacour, mise en scène Michel de Ré, réalisation Georges Folgoas, théâtre Marigny : Madame
- 1973 : Jean-Baptiste le mal-aimé d’André Roussin, mise en scène Louis Ducreux, réalisation Georges Folgoas, théâtre Marigny : la Comtesse
- 1974 : Le Procès de Mary Dugan de Bayard Veiller, mise en scène André Villiers, réalisation de Georges Folgoas, théâtre Marigny : Dagmar
- 1988 : Quelle famille ! écrite et mise en scène par Francis Joffo, réalisation de Michel Siripe, théâtre Fontaine

#### Séries télévisées
- 1982 : Le Chef de famille : Isa
- 1988 : Tel père, tel fils : Jeanine
- 1988 : Les Pique-assiette
- 2003 : Les Monos (saison 5, épisode « L'Esprit d'équipe ») : Germaine
- 2005 : Vénus et Apollon (saison 1, épisode 17 : « Soin d'orage ») : Mme Swift
- 2007 : Louis la Brocante (saison 10, épisode 1 : « Louis remonte le temps ») : Lucette Perrin

#### Jeux
- Le Francophonissime (jeu)
- Les Jeux de 20 heures (jeu)
- L'Académie des neuf (jeu)
- Toonstruck (jeu)

## Doublage

### Cinéma

#### Films
- 1980 : Flash Gordon : Kala (Mariangela Melato)
- 1982 : Meurtre au soleil : Myriam (Sylvia Miles)
- 1984 : Supergirl : Bianca (Brenda Vaccaro) (1er doublage)
- 1996 : Babe, le cochon devenu berger : Maa la brebis (Miriam Flynn) (voix)

#### Films d'animation
- 1968 : Astérix et Cléopâtre : Cléopâtre
- 1972 : Tintin et le Lac aux requins : Bianca Castafiore
- 1976 : Les Douze Travaux d'Astérix : la grande prêtresse de l'île du Plaisir et Cléopâtre
- 1977 : Les Aventures de Winnie l'ourson : Maman Gourou
- 1982 : Brisby et le secret de NIMH : tatie Musaraigne
- 1982 : Les Malheurs de Heidi : Fräulein Rottenmeier
- 1987 : The Chipmunk Adventure : Miss Béatrice Miller
- 1989 : La Petite Sirène : Ursula (1er et 2e doublages)
- 1992 : Tom et Jerry, le film : la tante Pauline Figg
- 1998 : La Légende de Brisby : tatie Musaraigne
- 2000 : La Petite Sirène 2 : Retour à l'océan : Morgana
- 2008 : Max et Co : Mme Doudou

### Télévision

#### Séries télévisées
- 1977-1981 : Le Muppet Show : Miss Piggy (Frank Oz) (voix), Janice et Hilda (Richard Hunt) (voix), Annie Sue (Louise Gold) (voix) et la plupart des autres personnages féminins
- 1991 : 66 Chump Avenue : Molly (voix originale)
- 2002 : Farscape : Tauza la marâtre (Amy Salas) (saison 3, épisode 11)

#### Séries d'animation
- 1964-1966 : Le Manège enchanté : Azalée la vache
- 1967-1968 : Titus le petit lion : Titus le petit lion et Bérénice la souris
- 1976 : L'Ours Paddington : tous les personnages féminins
- 1978-1983 : Les Bubblies : Gwendolyne, Mme Poubelle, Mme Boîte aux lettres et le Nuage
- 1980 : Docteur Snuggles : Mlle Nette et Valérie Vinaigrette
- 1982 : Le Petit Écho de la forêt : Zip le lièvre, Louis le renard, Isadora, Max le corbeau et Tosca la tortue
- 1983 : Lucky Luke : Calamity Jane
- 1991 : Super Mario Bros. : le génie de la lampe (épisode 4)
- 1992 : Les Misérables : Mme Thénardier
- 1992-1994 : La Petite Sirène : Ursula
- 1993 : Gargantua : la femme de Picrochole

### Jeux vidéo
- 1994 :  Woodruff et le Schnibble d'Azimuth : la patronne du bar
- 1996 : Toonstruck : Marguerite la vache et un oiseau donneur d'indices

## Discographie
- 1957 : Babar en famille
- 1958 : Les Feuilles mortes
- 1961 : Le Petit Chaperon rouge
- 1967 : La Veuve joyeuse de Franz Lehar (en français)
- 1973 : Micheline Dax (avec l'orchestre de François Rauber)
- 1981 : Micheline Dax rencontre les Woofits
- 1984 : Les Viratatoums - chanson du générique
- 1984 : Le Petit Chaperon rouge
- 1990 : Guillaume, le petit voyageur du temps
- 1992 : Les Aventures de Jeremy : La Légende du Kilimandjaro
- 1995 : Les Plus Grands Airs sifflés
- 1995 : La Comtesse Dracula

Micheline Dax siffle sur les titres suivants :
- 1960 : Crésus - générique du film de Jean Giono
- 1995 : Aria Dax - extrait de l'album Olympiade de William Sheller
- 2003 : Avec toi - extrait de l'album Taxi Europa de Stephan Eicher
- 2006 : Micheline - extrait de l'album Tous Superman du groupe Amok

## Distinctions

### Décorations
- Commandeur de l'ordre des Arts et des Lettres (22 décembre 2006)
- Chevalier de la Légion d'honneur (8 avril 2012)